# إميل شرينر
إميل شرينر (بالبوكمول: Emil Schreiner) هو لغوي نرويجي، ولد في 26 نوفمبر 1831 في كريستيانية ‏ في النرويج، وتوفي بنفس المكان في 15 نوفمبر 1910.